# Erzingen (Klettgau)
Erzingen ist ein Ortsteil der Gemeinde Klettgau im Klettgau im Landkreis Waldshut in Baden-Württemberg. Erzingen ist der Hauptort der am 1. August 1971 im Rahmen der baden-württembergischen Gebietsreform gebildeten Gemeinde Klettgau. Nachbarorte sind: Trasadingen, Wilchingen, Osterfingen, Hallau, Rechberg, Weisweil mit Albführen, Grießen, Degernau und Ofteringen mit der Reuentaler Mühle.

## Geschichte
Erzingen wird urkundlich erstmals genannt in pago Chleggouve in villa Arcingen im Jahr 876 in einem Cartular des Klosters Rheinau. In Erzingen gab es ein Dorfadelsgeschlecht, die Herren von Erzingen. In Urkunden ab 1353 werden sie erwähnt als Edelknecht oder Junker, sie waren verwandt mit denen von Bettmaringen und von Grießen. Um 1529 werden sie nicht mehr genannt.
Die Kirchenrechte gingen im Jahre 1436 vom Bistum Konstanz an das Kloster Rheinau über. Dabei wird erstmals der in Erzingen noch heute verbreitete Familienname Indlekofer genannt. 1468 wurde Erzingen im Waldshuterkrieg von den Eidgenossen eingenommen. Erzingen gehörte zur Landgrafschaft Klettgau, war damit Teil der Herrschaft Schwarzenberg und kam mit dessen Verkauf an das Großherzogtum Baden.

### Errichtung der Bergkapelle
Am Ende des Zweiten Weltkrieges wurde Erzingen am 25. April 1945 von den entlang des Rheins vorstoßenden französischen Truppen erreicht. Am Rathaus übergab ihnen „Ratschreiber Albert Zölle in Gegenwart von Direktor Suter von der schweizerischen Firma Stehli & Co. das Dorf und die abgelieferten Waffen“, die von versprengten Wehrmachtsangehörigen stammten. Regulär besetzt wurde das Dorf ab dem 28. April 1945.
Nach einer Anordnung der Alliierten Militärregierung Deutschland (Gesetz Nr. 161) wurde entlang der Grenzen des besiegten Deutschen Reiches ein „Sperr-Grenzgebiet“ angelegt, das von allen Personen (ohne Ausnahmegenehmigung) geräumt werden musste. Bis zum 21. Mai 1945 sollte die „nicht bodenständige Bevölkerung“ ausgewiesen werden. Diese Maßnahme erweiterte der Gouverneur der Französischen Besatzungszone im Grenzgebiet zur Schweiz dahingehend, dass direkt an der Grenze liegende Ortschaften – so wie im Jestetter Zipfel am 15. Mai 1945 bereits praktiziert – vollständig geräumt werden sollten. Dies drohte demnach auch Erzingen und anderen Orten der Region mit insgesamt 19.000 Bewohnern. Den Direktoren der Firmen Stehli und Bucher sowie dem Erzinger Pfarrer Deisler, die sich über den Schweizer Bundesrat und die Schweizer Botschaft in Paris an den Apostolischen Nuntius Roncalli, den späteren Papst Johannes XXIII. wandten, gelang es, dessen Fürsprache beim alliierten Hauptquartier in Paris zu gewinnen. „Es vergingen bange Wochen der Unsicherheit. In ihrer Herzensnot gelobten die Erzinger eine Kapelle zu errichten, wenn sie nicht aus ihrem Dorf vertrieben würden.“ 140 Bürger unterzeichneten das Gelübde.

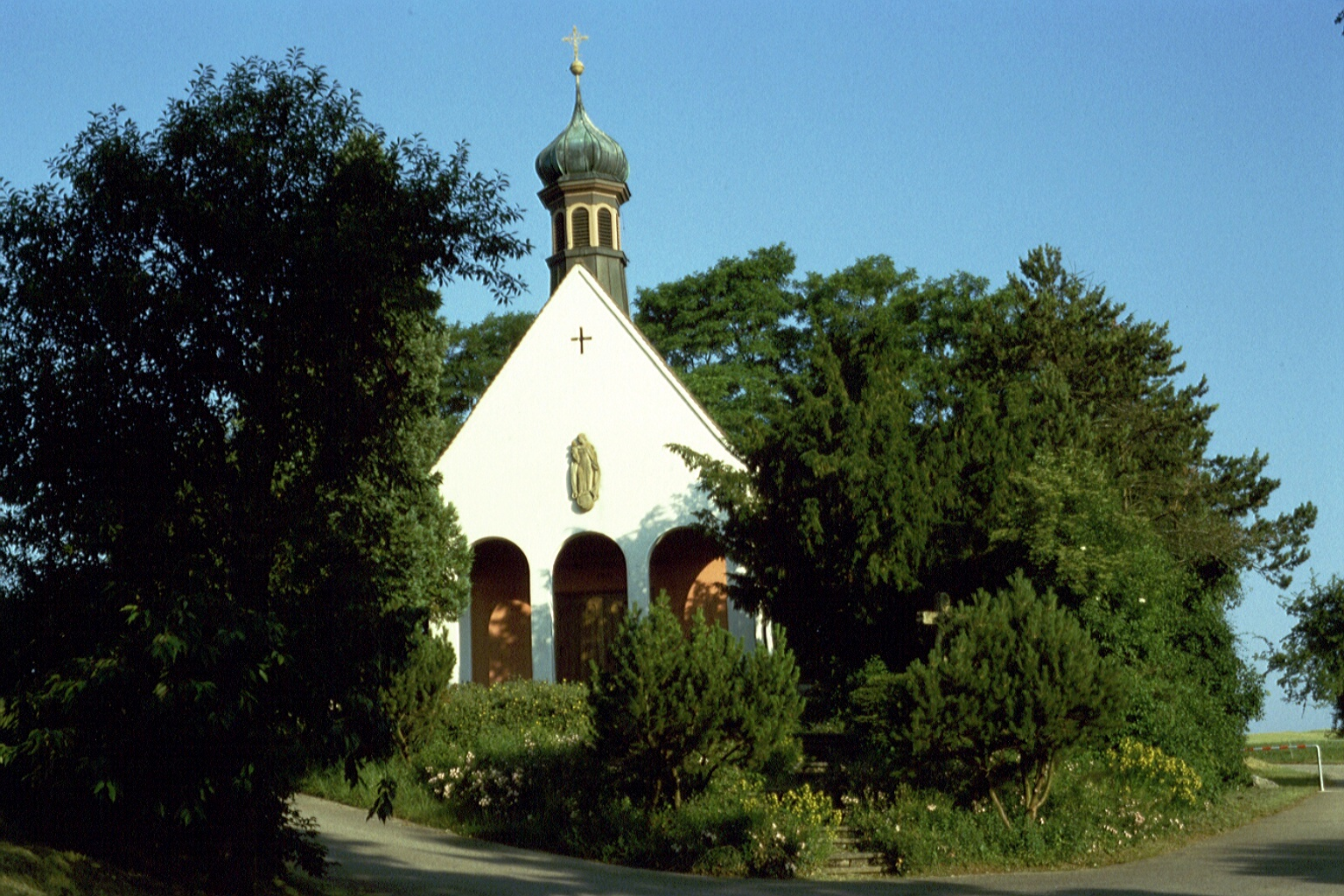
Die renovierte Bergkapelle 2002

Datiert mit dem 3. Juni 1945 kam die Nachricht vom Generalstab der I. französischen Armee in Konstanz, „daß die Einwohnerschaft südlich der Wutach in einen eventuellen Evakuierungsplan nicht eingeschlossen würde.“ Im Hintergrund stand dabei auch ein Kommandowechsel im Amt des französischen Militärgouverneurs.
Der Rebenvater Heinrich Winter war nun die treibende Kraft, um das von Maurermeister Otto Indlekofer geplante Bauwerk mit vielen Materialspenden aus der Schweizer Nachbarschaft auszuführen. Am Pfingstfest, Anfang Juni 1947, wurde die Bergkapelle mit dem zu ihr führenden Kreuzweg in einer würdigen Feier eingeweiht.
Später gab die Bergkapelle auch dem Erzinger Wein den Namen: Erzinger Kapellenberg.

### Weinbau

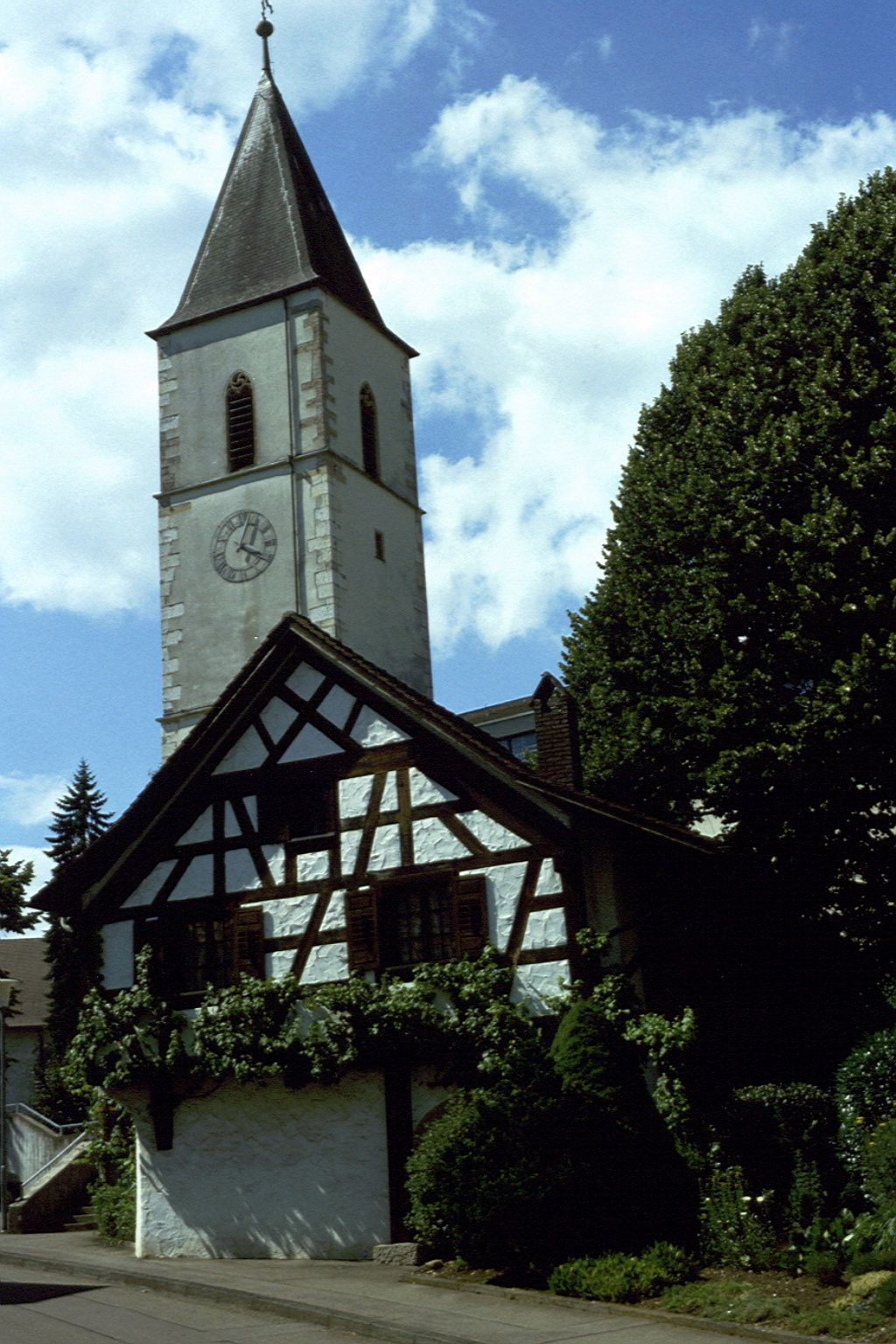
Kirche St. Georg, davor das „Schnagsehüsli“, hier wohnte 1676 Karoline Indlekofer, im Volksmund „s´Karlinele“ genannt, es gab in diesem Jahr einen guten Wein

In Erzingen gab es schon immer Weinbau, die Weinberge um Erzingen und Rechberg sind vor allem mit den Reben der Sorte Spätburgunder bepflanzt, daraus wird Rotwein gekeltert. Rebanbau ist außerdem in den Ortsteilen Bühl und Riedern am Sand bekannt. Seit 2002 findet alljährlich im Frühjahr eine Weinmesse statt, die von der Gemeindeverwaltung organisiert wird. Der Großteil der Trauben wird von der Erzinger Winzergenossenschaft an die Genossenschaft Badischer Winzerkeller zur weiteren Verarbeitung gegeben.
Alljährlich seit 1959 findet im Herbst das Erzinger Winzerfest statt. Tradition ist dabei die Wahl der Erzinger Weinprinzessin. Oberbadische Weinprinzessin sind/waren:

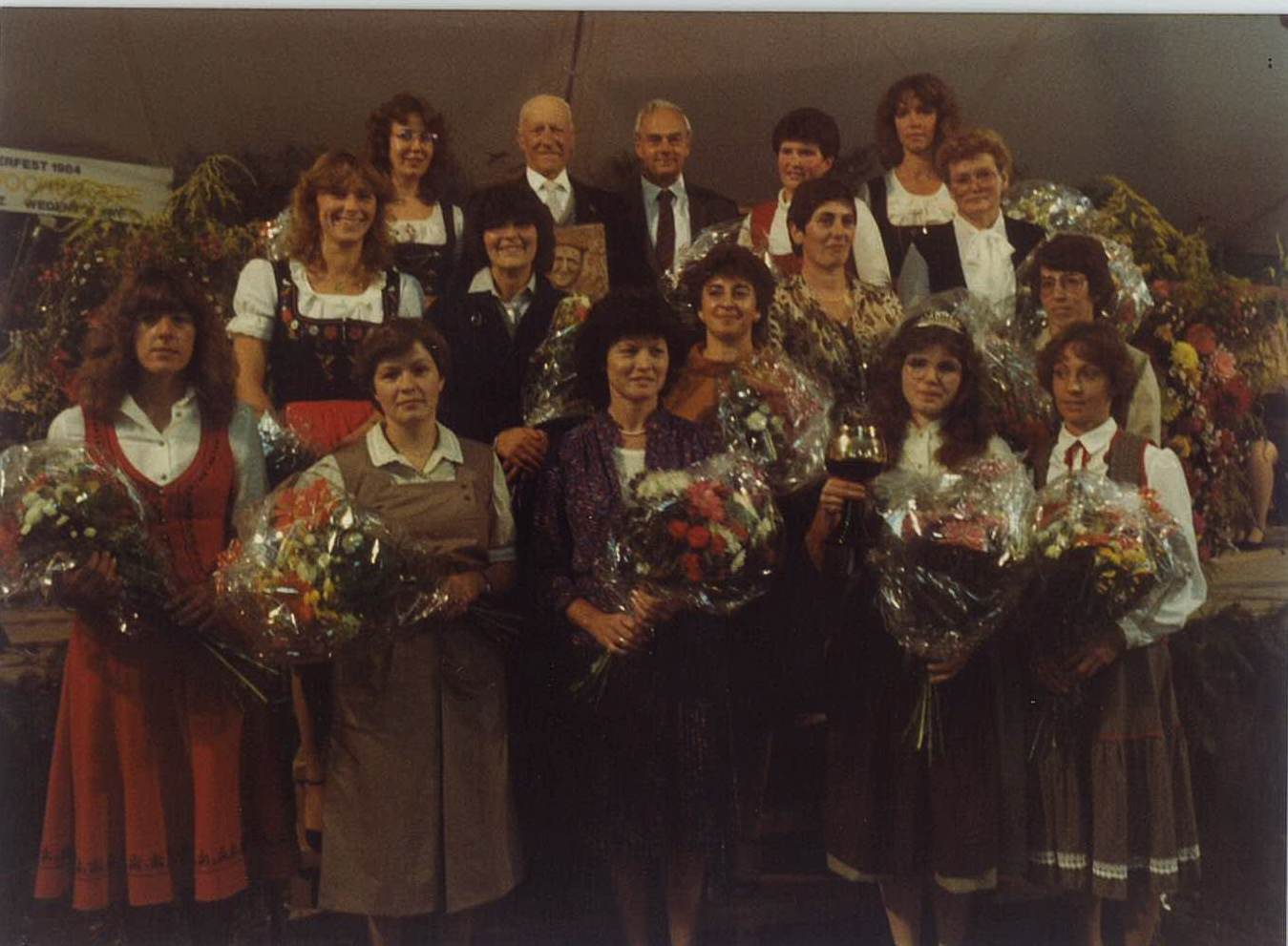
Erzinger Weinprinzessinnen 1966 bis 1983

- 2017 Cecila Indlekofer
- 2016 Tanja Netzhammer
- 1999 Sabrina Weißenberger
- 1970 Monika Stoll
- 1969 Bärbel Weißenberger
- 1968 Veronika Netzhammer
- 1967 Renate Stoll
- 1966 Paula Indlekofer

## Verkehr
Durch Erzingen führt die Bundesstraße 34 über die Grenze zwischen Deutschland und der Schweiz bei Trasadingen auf die Hauptstrasse 13 in den Kanton Schaffhausen.
Der Bahnhof Erzingen (Baden) liegt an der Hochrheinbahn. Er wird vom Regional-Express (RE 3) und Regionalbahnen (RB 30) sowie der S-Bahn Schaffhausen (S 64) bedient; es besteht ein P+R-Parkplatz.

## Bildung
Es gibt eine Grundschule und eine Realschule.

## Persönlichkeiten

### Ehrenbürger
- Raymund Netzhammer (1862–1945), Erzbischof von Bukarest
- Martin Zimmermann (1873–1957), Bürgermeister von Erzingen (1922–1933 u. 1946/49)
- Albert Zölle (1881–1956), Ratschreiber u. 1945 kurz kommiss. Erzinger Bürgermeister
- Heinrich Winter „Rebenvater“ (1897–1988), Bürgermeister von Erzingen (1946–1948)
- Hermann Stoll (1897–), 1949–1967 Bürgermeister von Erzingen
- Hubert Roth (* 1941), Hauptamtsleiter (1971–1992), bis 2001 Bürgermeister von Klettgau

### Söhne und Töchter der Gemeinde
- Maximilian Stoll (1742–1787), Arzt in Wien
- Martin Zimmermann (1873–1957), Landwirt, Winzer und Bürgermeister in Erzingen
- Albert Indlekofer (1879–1936), als Bruder Kletus[6]  Missionar in Mariannhill
- Walther Peinsipp (* 1906), Diplomat
- Konrad Josef Heilig (* 1907; † 1945 bei Belluno), Historiker
- Heinrich Winter (* 1897), Erzinger Rebenaufbau-Pionier, legendärer „Rebenvater“.

### Weitere Persönlichkeiten, die mit der Gemeinde in Verbindung stehen
- Notburga von Bühl (um 796 in* Edinburgh in Schottland; † 26. Januar 840), eine im Exil lebende schottische Prinzessin, Patronin des Klettgau
- Rudolf I., zerstörte die Burg Weißenburg im Frühjahr 1288
- Johannes XXIII. (Gegenpapst), hielt sich in Erzingen auf seiner Flucht auf
- Wilhelm von Grießen ⚭ Appolonia von Erzingen (* vor 1488; † nach 1525), Ritter (Miles), Ortsadel
- Martin von Weißenburg, Abt des Klosters Reichenau 1492–1508
- Hans Rebmann (1499–1568), reformierter Theologe, Prädikant in Grießen
- Maria Grießer von Bühl († 19. Dezember 1682), Opfer der Hexenverfolgung
- Robert Leiber (1887–1967), deutscher Jesuit, Sohn eines Erzinger Lehrers, Professor an der Päpstlichen Universität Gregoriana und persönlicher Mitarbeiter, später Privatsekretär von Eugenio Pacelli (Papst Pius XII.)[7]
- Elmar Zimmermann (1930–1998), aufgewachsen in Erzingen, Lehrer in Stühlingen, Autor und Künstler